# Umra
Umra (arabsko عُمْرَة, latinizirano: lit. 'obiskati naseljeno mesto') je islamsko romanje v Meko, najsvetejše mesto za muslimane, ki je v regiji Hedžas v Saudovi Arabiji. Lahko se ga lotijo kadar koli v letu, v nasprotju z hadžem, ki ima točno določene datume po islamskem luninem koledarju.

## Obredi in rituali
V skladu z islamom za obe romanji mora musliman najprej sprejeti Ihram, stanje očiščenja, ki ga doseže z dokončanjem očiščevalnih obredov, nošenjem predpisane obleke in vzdržanjem določenih dejanj. To je treba doseči, ko dosežete Miqat, glavno mejno točko v Meki, kot so Dhu 'l-Hulaifah, Juhfah, Qarnu 'l-Manāzil, Yalamlam, Zāt-i-'Irq, Ibrahīm Mursīyah ali kraj v Al-Hillu. Obstajajo različni pogoji za letalske potnike, ki morajo upoštevati Ihram, ko vstopijo na določeno območje v mestu.
Umra od muslimanov zahteva, da izvajajo dva ključna obreda, tavaf in sa'i. Tavaf je sedemkratni krog okoli Kabe. Temu sledi Sa'i, sprehod med gričev Safa in Marva v Sveti mošeji v Meki v spomin na Hagarino iskanje vode za njenega sina Ismaela in Božje usmiljenje, ki je odgovorilo na njene molitve. Romarji romanje zaključijo s Halkom, delnim ali popolnim krajšanjem las.
Umra se včasih šteje za 'manjše romanje', saj ni obvezna v vseh islamskih miselnih šolah, vendar je še vedno zelo priporočljiva. Obvezno je po Hanbalijih in tudi po Šafijih. Na splošno ga je mogoče dokončati v nekaj urah, v primerjavi s hadžem, ki lahko traja nekaj dni. Prav tako se ne sme razlagati kot nadomestek za hadž. Vendar sta oba dokaz solidarnosti muslimanskega ljudstva in njihove pokornosti Alahu (Bogu).

## Zgodovina
Glede na muslimanska tradicionalna poročila dostop do svetega mesta (in s tem pravica do opravljanja romanja hadž in umra) muslimanom ni bila vedno odobrena. Muslimanska tradicionalna poročila poročajo, da so muslimani v času Mohameda želeli uveljaviti pravico do umre in hadža v Meko, saj je slednjega predpisal Koran. V tem času so Meko zasedli arabski pogani, ki so v Meki častili idole.

### Sporazum iz Hudajbije
Trdi se, da so se v zgodnjih letih islamskega uma v Meki pojavile napetosti med njenimi poganskimi prebivalci in muslimani, ki so želeli romati v Meko. Po tradicionalnih muslimanskih zgodbah se je leta 628 (6 po hidžri) Mohamed, navdihnjen s sanjami, ki jih je imel v Medini, v katerih je opravljal obrede Umre, s svojimi privrženci približal Meki iz Medine. Ustavili so jih pri Hudajbiji, Kurejši (lokalno pleme, ki mu je pripadal Mohamed) so zavrnili vstop muslimanom, ki so želeli opraviti romanje. Mohamed naj bi pojasnil, da so želeli le opraviti romanje in nato zapustiti mesto, vendar se Kurejši s tem niso strinjali.
Diplomatska pogajanja so se nadaljevala, ko je islamski prerok Mohamed zavrnil uporabo sile za vstop v Meko iz spoštovanja do svete Kabe. Marca 628 (Dhu'l-Qi'dah, 6 po hidžri) je bil sestavljen in podpisan sporazum iz Hudajbije, s pogoji, ki določajo desetletno obdobje brez sovražnosti, v katerem bi muslimanom dovolili tri- enodnevni dostop na leto do svetega mesta Kaba z začetkom naslednjega leta. V letu podpisa so bili Mohamedovi privrženci prisiljeni vrniti se domov, ne da bi opravili umro.

### Prva umra
Naslednje leto muslimanska tradicija trdi, da je Mohamed decembra 629 ukazal in sodeloval pri osvojitvi Meke. Po dogovorjenih pogojih sporazuma iz Hudajbije so Mohamed in približno 2000 privržencev (moški, ženske in otroci) nadaljevali z izvedbo prve umre, ki je trajala tri dni. Po prenosu oblasti so se prebivalci Meke, ki so (po muslimanski tradicionalni pripovedi) preganjali in odganjali zgodnje muslimane ter se borili proti muslimanom zaradi njihovega prepričanja, bali maščevanja. Vendar je Mohamed odpustil vsem svojim nekdanjim sovražnikom.
Desetim ljudem je bilo oproščeno in jih po zavzetju Meke ne smejo ubiti: Ikrimah ibn Abi-Jahl, Abdullah ibn Saad ibn Abi Sarh, Habbar bin Aswad, Miqyas Subabah Laythi, Huwairath bin Nuqayd, Abdullah Hilal in štiri ženske, je bil kriv za umor ali druga kazniva dejanja ali je sprožil vojno in motil mir.

### Zaprtje zaradi koronavirusa
26. februarja 2020 je Saudova Arabija prekinila potovanja v državo zaradi razlogov, povezanih z umro, zaradi skrbi glede hitrega širjenja koronavirusa. Po poročanju o prvem primeru koronavirusa v Saudovi Arabiji je vlada Rijada 4. marca 2020 prepovedala romanje umre v sveti mesti Medina in Meka za saudske državljane, tuje obiskovalce in prebivalce, ki živijo v kraljestvu. 10. avgusta 2021 se je nadaljevala umra za romarje z vsega sveta.